# تشارلي سبيد
تشارلي سبيد (بالإنجليزية: Charley Speed)‏ هو عارض بريطاني، ولد في 28 يوليو 1979 في ونزر في المملكة المتحدة.

## وصلات خارجية
- تشارلي سبيد على موقع IMDb (الإنجليزية)
- تشارلي سبيد على موقع قاعدة بيانات الفيلم (الإنجليزية)